# 陀濕多火山口
陀湿多火山口（Tvashtar Paterae）是在木星的衛星埃欧北極區附近的一座活火山，它以印度的工匠之神陀湿多命名，是一系列以神話人物命名的火山口之一。
伽利略號太空船對陀湿多火山口進行了數年的研究。在這段時期，觀察到來自火山口的一個25公里長，1至2公里高的熔岩帷幕噴發，在最大噴發時期有超熱的矽土熔岩湖，最後爆裂的氣體形成高385公里的扇形流束，並在衛星上干擾到700公里遠的區域。
在2007年2月26日，新視野號探測器在經過木星前往冥王星的路途上拍攝到陀湿多火山口的噴發。探測器觀察到來自火山的巨大流束，高達330公里，在陽光的背景光襯托下，清楚的看見一個無法解釋的絲狀纖維結構。

## 圖集

以新視野號探測器在2007年拍攝的影像，模擬的陀湿多火山口的噴發動畫
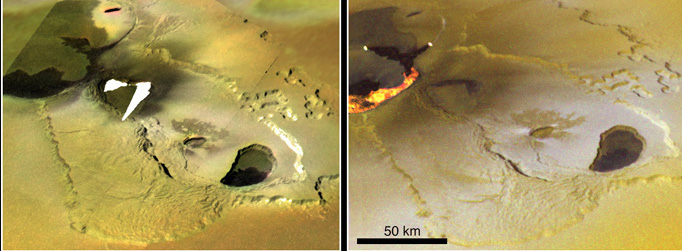
伽利略號拍攝的兩張影像，顯示熔岩流的區域在三個月內產生的移轉，伽利略探測器在這幅影像中心觀測到一個小的火山口噴發出熔岩帷幕，還有一個較大的熔岩湖在它的上方。

## 外部連結
维基共享资源上的相關多媒體資源：特瓦史塔火山口
- "VOLCANIC ACTIVITY AT TVASHTAR CATENA, IO", Lunar and Planetary Science XXXV (2004) （页面存档备份，存于）